# کیاده (آبیک)
کیاده روستایی از توابع بخش مرکزی شهرستان آبیک در استان قزوین ایران است. مردم کیاده و نوده مانند دیگر ساکنین منطقه به زبان باستانی تاتی سخن می‌گویند.

## جمعیت
این روستا در دهستان کوهپایه غربی قرار دارد و براساس سرشماری مرکز آمار ایران در سال ۱۳۸۵، جمعیت آن ۶۶ نفر (۲۷خانوار) بوده‌است. کیاده از کم‌جمعیت‌ترین روستاهای منطقه است.